# Main-Taunus-Kreis
Main-Taunus-Kreis er en landkreis i regierungsbezirk Darmstadt i den sydlige del af den tyske delstat Hessen.  
Den grænser til følgende landkreise: Hochtaunuskreis, Frankfurt am Main (kreisfri), Groß-Gerau, Wiesbaden (kreisfri) og Rheingau-Taunus-Kreis.
Hofheim am Taunus er den største by og fungerer som administrationsby.

## Geografi
Den sydlige del af Taunus bjergkæden ligger i området, og floden Main udgør den sydlige grænse. Main-Taunus-Kreis er den landkreis i Tyskland, der har det mindste areal.

## Byer og kommuner
Kreisen havde 237735  indbyggere pr.  2018-12-31

| Byer | Kommuner                                                                |  |
| --- | ----------------------------------------------------------------------- |  |
| 1. Hofheim am Taunus 39766 2. Kelkheim (Taunus) 29055 3. Hattersheim am Main 27590 4. Bad Soden am Taunus 22645 5. Eschborn 21488 6. Flörsheim am Main 21572 7. Hochheim am Main 17743 8. Schwalbach am Taunus 15333 9. Eppstein 13655 | 1. Kriftel 11188 2. Liederbach am Taunus 8729 3. Sulzbach (Taunus) 8971 |  |